# Dendrolobium polyneurum
Dendrolobium polyneurum är en ärtväxtart som först beskrevs av Stanley Thatcher Blake, och fick sitt nu gällande namn av Hiro Ohashi. Dendrolobium polyneurum ingår i släktet Dendrolobium och familjen ärtväxter. Inga underarter finns listade i Catalogue of Life.